# امیل فرانتیشک بوریان
امیل فرانتیشک بوریان (چکی: Emil František Burian؛ ‏ ۱۱ ژوئن ۱۹۰۴ – ۹ اوت ۱۹۵۹) نویسنده، آهنگساز، شاعر، روزنامه‌نگار، خواننده، بازیگر، نمایشنامه‌نویس و کارگردان فیلم اهل جمهوری چک بود.
امیل دانش‌آموختهٔ هنرستان موسیقی پراگ بود و یکی از چهره‌های مهم هنر آوانگارد چکسلواکی محسوب می‌شد.
او در سال ۱۹۲۳ به عضویت حزب کمونیست چکسلواکی درآمد و در سال ۱۹۴۱ میلادی در جریان جنگ جهانی دوم توسط نیروهای آلمان نازی دستگیر شد و به اردوگاه‌های کار اجباری آلمان نازی از جمله اردوگاه کار اجباری ترزینشتات، اردوگاه کار اجباری داخائو و اردوگاه کار اجباری نوینگامه فرستاده شد. او در همین حین برای زندانیان و اسرای جنگی، برنامه‌های فرهنگی تهیه و اجرا می‌کرد.
پس از جنگ او دست به تأسیس چند مرکز نمایش و اپرا در برنو و کارلین زد و پس از کودتای چکسلواکی در سال ۱۹۴۸، مدتی را به عنوان نمایندهٔ حزب کمونیست در مجلس این کشور گذراند.
آثار او که عمیقاً متأثر از دادائیسم، فوتوریسم و پوئتیسم بود، سمت‌وسوی چپ‌گرایانه داشت.
وی در سال ۱۹۵۹ میلادی در پراگ درگذشت.